# Taeniolethrinops
Taeniolethrinops là một small chi của haplochromine cichlids là đặc hữu của Đông Phi.
Hiện tại chỉ có 4 loài được mô tả có hiệu lực trong chi này:
- Taeniolethrinops cyrtonotus
- Taeniolethrinops furcicauda
- Taeniolethrinops laticeps
- Taeniolethrinops praeorbitalis